# Jacques Dars
Pour les articles homonymes, voir Dars.
Jacques Dars, né le 13 novembre 1937 à Paris 19e et mort le 28 décembre 2010 à Sévrier (Haute-Savoie),, est un sinologue français. Docteur ès lettres, sinologue, chercheur au CNRS spécialiste de la Chine ancienne, il est considéré comme l'un des plus éminents traducteurs du chinois en France. Il a dirigé la collection « Connaissance de l'Orient » aux éditions Gallimard, créée par Étiemble, à partir de 1991.

## Biographie
Jacques Dars est le fils de René Dars et le mari de Sarah Dars.

## Préfacier
- Rashômon et autres contes  (trad. du japonais par Arimasa Mori), Paris, Mirobole, coll. « Folio », 1965, 135 p. (ISBN 978-2-07-030405-9).

## Auteur
- La marine chinoise du Xe au XIVe siècle, Paris, Economica, 1992
- Comment lire un roman chinois, Arles, Piquier, 2001
- L'unique trait de pinceau, avec Fabienne Verdier et Cyrille Javary, Albin Michel, 2001
- Jacques Dars Traduction terminable et interminable (Archive) dans : Alleton, Vivianne and Michael Lackner (ed.), De l'un au multiple. Traductions du chinois vers les langues européennes, Paris, Éditions de la maison des sciences de l'homme, 1999, p. 146-159  (ISBN 9782735107681)

## Traducteur
- Shi Nai'an, Au bord de l'eau, traduit, présenté et annoté par J. Dars, préface d'Étiemble, Paris, Gallimard, 1re édition 1978 prix Langlois de l’Académie française en 1979[4]
- Contes de la Montagne sereine, traduction, introduction et notes par J. Dars, Paris, Gallimard, coll. « Connaissance de l'Orient », 1987
- Aux portes de l'enfer, récits fantastiques de la Chine ancienne, trad. du chinois par J. Dars, Arles, Piquier, 1997
- Ji Yun, Passe-temps d'un été à Luanyang, traduit du chinois, présenté et annoté par J. Dars, Paris, Gallimard, 1998
- Li Yu, Au gré d'humeurs oisives : les carnets secrets de Li Yu, un art du bonheur en Chine, présenté et traduit par J. Dars, Arles, Picquier, 2003
- Ji Yun, Des nouvelles de l'au-delà, textes choisis, traduits du chinois et annotés par J. Dars, Paris, Gallimard, 2005
- Qu'You, Le pavillon des Parfums-Réunis, et autres nouvelles chinoises des Ming, traduit du chinois par Jacques Dars, revu par Tchang Foujouei, Paris, Gallimard, coll. « Folio », 2007